# شیکوکو ۴۲۲۳
سیارک ۴۲۲۳ (به انگلیسی: 4223 Shikoku، نامگذاری:1988JM) چهار هزار و دویست و بیست و سومین سیارک کشف شده‌است که در ۷ مه ۱۹۸۸ کشف شد.
قدر مطلق سیارک برابر ۱۱٫۳۰ است.